# Солонго
Солонго — етнічна група, що проживає на заході Демократичної Республіки Конго та на північному заході Анголи. Етнос є частиною народу конго.

## Назва
Існує декілька самоназв народу, в залежності від регіону: Асолонго, Башілонго, Басолонго, Місоронго, Мосулонгі, Мусуронго та Соронго.

## Спосіб життя та культура
Солонго будують круглі невеликі хатини — кімби з сплетеного очерету, ліан і очерету, дах укривається шкурами тварин і соломою. У кожній хатині є по дві невеликі кімнати: батьківська і дитяча.
Однак діти не завжди живуть з батьками, дівчатка по досягненні 7-8 річного віку йдуть жити в кімби близьких родичів, хлопчики ж залишаються в сім'ї.
Близько хатини завжди знаходиться загін (крааль) для домашньої худоби — в основному свиней. Загони настільки малі, що тварині ніде і розвернутися. Худоба ніколи не випускається за огорожу, оскільки поруч бродять голодні хижаки. Бідні ґрунти Африки рідко дають хороший урожай. Тому якщо два роки неурожай, племені доводиться переїжджати на нове місце. Другою причиною переїзду є народження дитини. За віруваннями солонго, після народження дитини в будинок можуть забратися злі духи у вигляді птахів з яскравим оперенням, і щоб захистити від них новонародженого потрібно змінити будинок. Для збереження здоров'я і аури дитину, йому на шию, зап'ястя та щиколотки надівають велику кількість амулетів, мати перед кожним виходом на вулицю повинна випивати спеціальне захисне зілля.
У житті села і вихованні підростаючих хлопчиків важливим моментом є лонга — обряд обрізання і посвячення юнаків у чоловіки. Підготовка до ритуалу триває довго, чоловіки заготовляють багато м'яса, риби, меду і браги для майбутнього свята. Юнаки в далекому і відокремленому місці, кілометрів за 60 від села, будують кімбо для присвячених. Після обряду вони проведуть тут близько року, де досвідчений мисливець буде навчати вже не хлопчиків всім хитрощам полювання та рибальства, ознайомлювати з усіма секретам народної медицини. Тут вони придбають всі необхідні знання та досвід, які передавалися сторіччями з покоління в покоління, — як вижити в лісі, захистити свою сім'ю від небезпеки і добути їжу в самих екстремальних і важкодоступних місцях.
Коли все підготовлено, в селі починається стародавній обряд. Групу чотирнадцятирічних підлітків призводять до вождя племені, він їх пригощає найкращими стравами. Після хлопчиків обривають наголо і стрижуть нігті — все, вони готові для обряду. Під стукіт барабанів і пісні, отці зі своїми синами і майбутнім наставником йдуть до місця проведення ритуалу. Через 2-3 дні отці повертаються додому з одягом синів, вважається, що в лісі майбутнім воїнам потрібні тільки руки, ноги, вміння, досвід і більше нічого.
Через декількох місяців в село повертаються вже не хлопчики, а зміцнілі і змужнілі чоловіки. Їм дають нове ім'я — ім'я воїна, і тепер у чоловіків з'являється право заводити сім'ї. Багатоженство в племені солонгой — справа честі, вважається чим більше в тебе дружин, тим вище твоя спроможність і статус в селі.
Основне джерело їжі — рибна ловля. Риболовлею займаються і дорослі чоловіки, і жінки, і діти, ось тільки спосіб видобутку різний. Жінки і діти в основному збирають ту рибу, яку викинуло на берег паводком, а чоловіки використовують спеціальні мережі і вудки.
У солонго існує своя судова система. Коли між жителями виникають спірні ситуації, радою старійшин призначається журі, до складу яких входять члени великих сімей. Більш серйозні злочини- вбивства чи крадіжки, вирішуються спільно з шаманом. Про суб'єктивності прийняття рішення виникає безліч питань. Наприклад, якщо підсудний заперечує свою винність, йому дають випити відвар з кори спеціальних дерев. Якщо його знудить — він не винен, якщо організм прийме отруйну настоянку — значить підсудний винен. Найжорстокіше покарання чекає вбивць. Їх стрижуть наголо і живцем спалюють на вогнищі.